# United States Naval Observatory
Het United States Naval Observatory is een sterrenwacht in het noordwesten van de Amerikaanse hoofdstad Washington, D.C.. Het USNO zoals de afkorting luidt, is tevens de locatie van de ambtswoning van de Amerikaanse vicepresident. Het USNO is een onderdeel van de Amerikaanse marine.

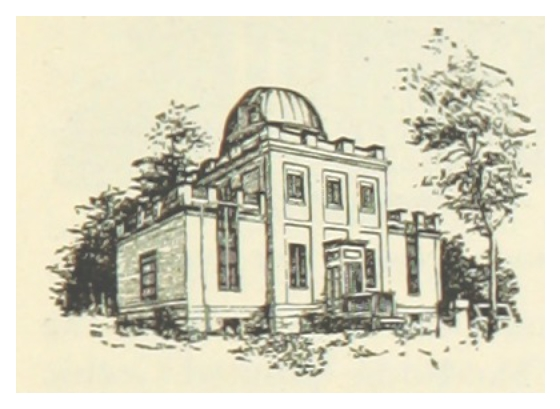
Old Naval Observatory

Het USNO werd in 1830 opgericht als Depot of Charts and Instruments en was van 1844 tot 1893 gevestigd in Old Naval Observatory in Foggy Bottom. Het werd in 1842 een nationaal observatorium dat zich voornamelijk bezighield met het bijhouden van navigatiekaarten en het waarnemen van de positie van sterren aan de lokale meridiaan, de meridiaan van Washington. Sinds 1893 is het gehuisvest in de huidige locatie aan Observatory Circle. In het observatorium bevindt zich een aantal atoomklokken die de officiële tijd (Master Clock) in de VS medebepalen, een verantwoordelijkheid die wordt gedeeld met het metrologisch instituut National Institute of Standards and Technology in Boulder, Colorado.
Het USNO heeft verder nog een observatorium in Flagstaff, Arizona en beheert ook de Alternate Master Clock op de Schriever luchtmachtbasis in Colorado, die als referentie dient voor de GPS-navigatiesatellieten.

## Residentie van de vicepresident

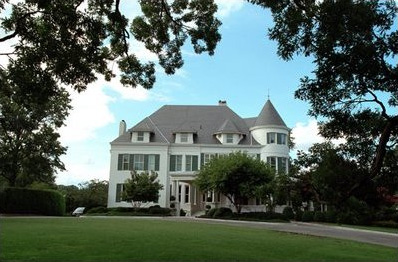
Ambtswoning van de Amerikaanse vicepresident

Het gebouw dat zich op het adres One Observatory Circle bevindt, en waar voorheen de chef staf van de US Navy woonde, is sinds 1974 de officiële residentie van de Amerikaanse vicepresident.